# Produkt-/marknadsexpansionsmodellen

Produkt-/expansionsmodellen

Produkt-/marknadsexpansionsmodellen är ett verktyg för att identifiera strategier för möjligheter till tillväxt för företag. Den består av fyra olika tillvägagångssätt: Marknadspenetration som innebär att företag vill öka sin försäljning på en nuvarande marknad med en befintlig produkt. Marknadsexpansion som innebär att företag utvecklar nya marknadssegment för nuvarande produkter. Produktutveckling som innebär nya produkter till nuvarande marknadssegment och diversifiering som innebär företaget tar fram nya produkter till en helt ny marknad.

## Marknadspenetration
Marknadspenetration är en av de fyra strategier företag tillämpar för att öka sin lönsamma tillväxt. Strategin marknadspenetration inriktar sig på en befintlig marknad mot existerande kundsegment. Detta görs för att locka till sig fler kunder och/eller få nuvarande kunder att köpa mer. Genom att tillämpa denna strategi hoppas företaget på att få en större marknadsandel än tidigare, antingen genom att locka till sig fler kunder/ få nuvarande kunder att köpa mer. 
Delstrategier inom marknadspenetration sker genom justeringar av marknadsföringsmixen som består av pris, produkt, promotion och plats.
- Pris. Justeringar genom att antingen höja eller sänka priset på produkten eller tjänsten kan företaget få upp intresset och bli mer konkurrenskraftigt på den nuvarande marknaden.[1]
- Produkt. Justering av produkten kan bidra till att uppfylla kundens kriterier till vad som anses vara en bättre investering. En produktutveckling brukar vara nödvändig när försäljningen stagnerat.[1]
- Promotion. Marknadsföring till nuvarande marknaden leder till ökat intresse för kunderna.[1]
- Plats. Ett utökat antal distributionskanaler är menat att leda till en ökad tillgänglighet för kunderna att få tag på varan eller tjänsten. Ett företag som säljer varor via återförsäljare kan antingen köpa in bättre platser i butiken eller sälja via flera återförsäljare.[1]

## Marknadsexpansion
Marknadsexpansion innebär att man identifierar och utvecklar nya marknadssegment med företagets existerande affärsportfölj för att nå tillväxt.Vid en marknadsexpansion riktar företaget in sig på en eller flera av de olika sorters marknadssegmenten.
- Demografiska marknader Riktar in sig på olika befolkningsstrukturer som exempelvis ålder, kön, civiltillstånd och etniskt tillhörighet.
- Psykografiska marknader handlar om kundens intresse för hälsa eller miljön och vad kunden anser om produkten. Social klass och livsstil är det som styr den psykografiska marknaden.
- Geografiska marknader Handlar om att rikta in sig på specifika geografiska regioner. Kunders attityder och värderingar varierar beroende på regionen kunderna befinner sig på. Några exempel på geografiska regioner som företag kan rikta in sig på är olika städer, olika länder och världsdelar.
- Beteendemässiga marknader handlar om vilka levnadsförhållanden och vilken sorts levnadsstandard kunderna har. Det vill säga kunskaperna, attityder och hur ofta produkten används av konsumenterna.
- Fysografiska marknader handlar om hurdan kundens fysiska behov påverkar dennes köpesattytid. Exempelvis behöver laktosintoleranta kunder en viss typ av produkter som laktosfri mjölk.

## Produktutveckling
Produktutveckling är strategin företag använder sig av för att kunna utveckla materiella och icke materiella produkter. Detta görs för att i längden kunna erbjuda modifierade eller nya produkter på den existerande marknaden.  I strategin är åtta delar inkluderade, nämligen:
- Idébildning[6] syftet är att skapa en mångfald av idéer för att kunna tillfredsställa marknadens behov.
- Idétestning[7]innebär att företag skiljer ändamålsenliga idéer från mindre ändamålsenliga idéer. Det gör företaget genom att avgränsar sitt urval på basis av uppskattningar av faktorer som marknadens storlek, produktens pris och tillverkningstid.
- Konceptutveckling och testning[8] går ut på att företagen utvecklar ett produktkoncept utifrån ett konsumentperspektiv, för att kunna testa om den tilltalar potentiella konsumeter.
- Marknadsstrategiutveckling[9] syftar till att finna det mest lämpliga sättet att marknadsföra produkten utifrån produktkonceptet.
- I Marknadsanalys[10] är företagets avsikt att ta reda på om produkten uppfyller företagsmålen genom att undersöka dess kostnad, försäljning och vinst potential på marknaden.
- Produktutveckling [11]säkerställer företaget att produkten går att tillverka och erbjudas till marknaden, genom att omvandla produktkonceptet till en produkt.
- Test marknadsföring[11]går ut på att marknadsförarna ska få reda på om produkten och marknadsföringsstrategin är ändamålsenliga. Det betyder att produkten och marknadsföringsstrategin testas på ett marknadsurval för att minimera kostnaderna.
- Kommersialisering [12]syftet är att marknadsföra produkten.

## Diversifiering
Diversifiering innebär att en verksamhet tar fram nya produkter till en helt ny marknad, det vill säga när företaget expanderar verksamheten till områden utanför kärnverksamheten.
Diversifiering kan delas in i tre olika kategorier: 
- Koncentrisk diversifiering innebär att det finns viss likhet mellan den gamla och den nya produkten vad gäller det tekniska.[14] Som i sin tur gör att den teknologiska kunskapen för den gamla produkten kan underlätta vid arbete kring den nya produkten. Det kan även vara en befintlig produkt men att man väljer att expandera på ny marknad, exempelvis via återförsäljare.
- Horisontell diversifiering syftar på att fortsätta attrahera befintliga kunder men att verksamheten tillverkar en ny produkt som är olik resten av produktportföljen rent tekniskt och kommersiellt. För att denna strategi ska vara önskvärd så krävs det att företagets nya produkt håller god kvalitet och prissättning.[14] Samt att företaget har kunder som är lojala mot deras nuvarande produkter.
- Konglomerat diversifiering även kallat lateral diversifiering innebär att den nya produkten har en sådan liten relation till övriga verksamheten att den istället attraherar nya kundgrupper. Produkten är både teknologiskt men även kommersiellt olik resten av produktportföljen och verksamheten. [15]

Diversifiering är en riskfylld strategi på grund av begränsad erfarenheter av både produkten och marknaden. Strategin kan även bidra till en minskad risk för företaget då intäkterna sprids ut på flera marknader, säkerheten uppstår då genom att företaget inte är lika beroende till en marknad.

## Avveckling
Avveckling handlar om att lägga ned icke lönsamma produkter/gå ur icke lönsamma marknader.
Företag kan inte bara tänka strategiskt när det kommer till tillväxt i deras affärsportfölj utan måste även tillämpa strategier för att minska affärsportföljen vid behov.Det finns många exempel på varför bolag vill göra sig av med produkter eller lämna marknader. Företaget kan ha växt för fort eller försökt ta sig in på en marknad där de saknar erfarenhet. Detta kan förekomma när ett bolag försöker etablera sig på för många internationella marknader samtidigt utan ordentlig efterforskning eller när ett bolag introducerar nya produkter som inte erbjuder tillräckligt bra värde för konsumenten. Marknadsklimatet kan skifta vilket leder till att produkter eller hela marknader blir mindre vinstgivande. I svåra ekonomiska tider så fasar flera företag ut svagare, mindre vinstgivande produkter och marknader för att fokusera mer på de starka. Det är även så att produkter helt enkelt åldras och dör ut på grund av att ny bättre teknik tar deras plats och de blir omoderna. När ett bolag hittar en produkt eller affärsområde som är icke vinstgivande eller som inte längre passar in i bolagets strategi kan de fasa ut dem för att minimera eventuella förluster. Svaga affärsområden kräver ofta en stor mängd förvaltningstid. Företagsledarna bör istället fokusera på lovande tillväxtmöjligheter och inte slösa energi på att försöka reparera nedgående produkter eller områden.